# Uvod u kvantnu mehaniku
Gibanje. Na prvi pogled, nešto veoma neinteresantno i trivijalno. Ljudi su proučavali gibanje tisućama godina, ali tek su ga 1687., kada je Isaac Newton formulirao svoja tri zakona, počeli dublje razumjeti. Newtonovi zakoni gibanja bili su toliko izvan svoga vremena da neki fizičari današnjice i dalje smatraju Newtona revolucionarom svih vremena. No čak ni Newtonovi zakoni nisu savršeni, pa se 1905. pojavila posebna teorija relativnosti, koja izvrsno opisuje gibanja predmeta jako velikim brzinama, koju je formulirao Albert Einstein. No još se jedna teorija počela razvijati u to vrijeme. Teorija koja je iz temelja promijenila naš doživljaj stvarnosti. 1900. godine, polegnut je kamen temeljac kvantne mehanike.
Kvantna mehanika bavi se predmetima iz takozvanog mikrosvijeta, poput čestica i atoma, koji se ne ponašaju poput predmeta “klasičnih” proporcija iz takozvanog makrosvijeta kakve obično susrećemo te ih klasična fizika niti ne može opisati.
Ako se u bilo kojem trenutku budete mučili da shvatite neki neobični fenomen, ne brinite, niste jedini. Richard Feynman, jedan od najvećih znanstvenika kvantne mehanike, jednom je rekao:

## Podrijetlo kvantne mehanike

### Kvantizacija energije
Ova se rečenica često pripisuje slavnom škotskom fizičaru Williamu Thomsonu (poznatijem pod imenom Lord Kelvin). On vjerojatno nikad nije izrekao te riječi, ali taj citat nesumnjivo prikazuje mišljenje fizičara s početka 20. stoljeća. Teorije klasične fizike ispitane su mnogo puta i činilo se kako adekvatno opisuju stvarnost. Tek se kasnije, kad su se te teorije počele redom raspadati, shvatilo koliko je Thomson bio u krivu. Prvi fenomen koji klasična fizika nije uspjela objasniti zove se zračenje crnog tijela.
Kako bismo razumjeli taj fenomen moramo znati da sva tijela u svemiru emitiraju energiju u obliku elektromagnetskog zračenja (svjetla). Količina energije koju tijelo emitira ovisi o više faktora, kao što su npr. temperatura ili boja tijela. Što je veća temperatura tijela, veća je i prosječna frekvencija (i time energija) svjetla koje to tijelo emitira. Razlog zašto ne vidimo svjetlo je taj što tijela pri sobnoj temperaturi najčešće emitiraju svjetlo s infracrvenog kraja spektra koje golo oko ne može percipirati. Metali emitiraju vidljivu svjetlost pri taljenju, kad im temperatura dostigne nekoliko stotina stupnjeva Celzijevih, što nam omogućuje da ih vidimo kako svijetle.
Fizičari 19. stoljeća pokušali su ustanoviti spektralni sastav kojeg tijelo emitira u odnosu na temperaturu. Kako bi im to uspjelo, koristili su pojednostavljeni model tijela – crno tijelo. Crno tijelo je hipotetsko tijelo koje mora ispunjavati sljedeća dva uvjeta:
1. Crno tijelo apsorbira sve elektromagnetsko zračenje koje ga pogodi (druga tijela apsorbiraju samo određeni dio cijelog spektra, a ostatak reflektiraju).
2. Crno tijelo mora ostati u temperaturnoj ravnoteži s okolinom (tj. mora imati istu temperaturu kao i druga tijela u istom sustavu).

Ovi uvjeti osiguravaju da spektar koji crno tijelo emitira određuje samo njegova temperatura. Međutim, kada su fizičari pokušali utvrditi sastav takvog spektra pomoću klasične fizike, dobiveni rezultat se uopće nije podudarao sa stvarnošću.
Prema klasičnoj fizici, crno tijelo će emitirati istu količinu svjetla svake frekvencije. Međutim, što je veća frekvencija svjetlosti, više energije svjetlo ima. Crno bi tijelo stoga emitiralo beskonačne količine energije u obliku visoke frekvencije zračenja. To, međutim, ima strašne posljedice - klasična fizika time u osnovi navodi da bi apsolutno svaki predmet u svemiru trebao odjednom emitirati svu svoju energiju u obliku ultraljubičastog svjetla. Srećom, svemir ne radi na taj način jer u suprotnom ne bi bilo nas.
Ta spoznaja bila je velika prekretnica za razvoj moderne znanosti. Fizičari su napokon, nevoljko, bili prisiljeni priznati da je klasična teorija jednostavno u krivu. Danas imamo prikladan naziv za ovaj veliki neuspjeh klasične fizike –  ultraljubičasta katastrofa.
Kvantiziranjem energije harmoničkih oscilatora, njemački fizičar Max Planck je riješio problem zračenja crnog tijela te je rješenje 14. prosinca 1900. godine predstavio članovima Njemačkog fizikalnog društva. Ovaj se datum često uzima kao početak kvantne mehanike jer je tada po prvi puta kvantizirana neka fizikalna veličina. Planck je došao na ideju da tijela ne emitiraju stalno elektromagnetsko zračenje, već emitiraju malene „paketiće“ – kvante.
Veličina kvanta definirana je Planckovom jednadžbom: {\displaystyle E=h\cdot f} (h=6.626⋅10−34 Js)
Elektromagnetski val se u suštini može shvatiti kao set vrlo malih „paketića“ energije (kvanta) čija ukupna energija određuje energiju samog vala.
Veličina kvanta određena je za svaku frekvenciju. Iz gornje jednadžbe očito je da je zračenje više frekvencije sastavljeno od većih kvanta nego zračenje niže frekvencije. Ovo rješava problem zračenja crnog tijela – crnom tijelu je sve teže emitirati zračenje viših frekvencija jer ne može “nahraniti” kvante visokih energija, pa se drži niskoenergeskog svjetla. Kvantizacija energije je tek uvod u cijeli novi svijet fizike. Ona predstavlja temeljno pravilo u kvantnoj mehanici.

### Bohrov model atoma
Zamislite da imate predmet koji počnete dijeliti na sve manje i manje komadiće. Biste li mogli predmet tako dijeliti zauvijek, ili biste došli do čudesnih, nedjeljivih građevnih tvari? Već su starogrčki mislioci tražili odgovor na to pitanje i došli do točnog zaključka: sva tvar u svemiru sačinjena je od vrlo malih "zrna" koje su nazvali atomima (grč. atomos = nedjeljiv).
Kasnije, kad su znanstvenici navodno otkrili te gradivne tvari, preuzeli su grčki naziv. Tada je otkriveno kako atomi nisu nedjeljivi, nego se sastoje od još manjih tvari: pozitivno nabijenih protona, negativno nabijenih elektrona i nenabijenih neutrona. Međutim, postojala je određena nesigurnost u vezi atomske strukture, koju su fizičari s početka 20. stoljeća pokušavali razriješiti.
Godine 1911., Ernest Rutherford je predložio tzv. planetarni model atoma. Prema tom modelu, svaki atom se sastoji od pozitivno nabijene jezgre oko koje kruže negativno nabijeni elektroni poput planeta oko zvijezde. Međutim, ovaj model ima jednu veliku manu – kada bi se atomi ponašali sukladno modelu bili bi iznimno nestabilni jer bi elektroni emitirali svu svoju energiju zbog stalnog ubrzanja te bi gotovo odmah upali u jezgru.
Danski fizičar Niels Bohr 1913. godine predstavio je svoj model atoma. Bohrov model je veoma sličan Rutherfordovom planetarnom modelu, međutim, Bohr je utvrdio tri pravila kojih se potrebno strogo držati kako bi atom ostao stabilan:
1. Elektroni kruže oko jezgre prateći kružne orbitale bez emisije svjetla
2. Orbitale nisu na proizvoljnim udaljenostima od jezgre, već na „dozvoljenim“ energetskim razinama koje su višekratnici reducirane Planckove konstante (reducirana Planckova konstanta ima vrijednost Planckove konstante podijeljene s 2π). Iz ovog fenomena vidljivo je kako se kvantizacija može primijeniti i na predmete koji imaju masu (u ovom slučaju elektroni)
3. Elektroni mogu skakati s jedne orbitale na drugu. Kad skače s orbitale niže energije na orbitalu više energije elektron absorbira kvant svjetlosti. Ovaj se proces naziva uzbuđenje (ekscitacija). Elektroni koji su prešli na višu orbitalu nazivaju se uzbuđenim elektronima. Suprotno tome, kad elektron skoči na orbitalu niže energije, on otpušta kvant svjetlosti. Elektroni koji su na svojoj osnovnoj razini su u osnovnom stanju

Uz pomoć Bohrovog modela lako je objašnjivo postojanje tzv. spektralnih linija. Spekralna linija je tamna ili svijetla linija koja remeti inače kontinuirani slijed elektromagnetskog spektra. Na primjer, ako izložimo atom (uzmimo za primjer helijev atom) cijelom spektru dio spektra će biti filtriran nakon interakcije s atomom jer određene frekvencije u spektru imaju upravo onaj iznos energije koji helijevim eletronima treba kako bi prešli na višu energetsku orbitalnu razinu. Kao posljedica, taj se dio spektra apsorbira. Ovi poremećaji kontinuiranog spektra nazivaju se apsorpcijske linije. Helijevi elektroni ne mogu apsorbirati ostatak spektra jer se energija koju trebaju ne podudara s energijom tih dijelova spektra. Ipak, zračenje koje je elektron absorbirao nakon nekog vremena se emitira, što se dešava kad elektron siđe s orbitale s višom energijom natrag u onu manje energije kada se stvaraju tzv. emisijske linije. Emisijske i absorbcijske linije jedinstvene su za svaki element. Ova činjenica pomaže u određivanju sastava udaljenih svemirskih objekata – znanstvenici usmjere teleskope na neki udaljeni svemirski objekt i utvrde njegov kemijski sastav na temelju spektralnih linija koje primaju.
No čak ni Bohrov model nije savršen, pa se ubrzo nakon objave zamijenio točnijim modelom – kvantnomehaničkim modelom. Unatoč svojim nedostatcima, Bohrov model i dalje predstavlja važan prijelaz iz klasične u kvantnu mehaniku, jer primjenjuje Planckov zakon o kvantizaciji na atome.

## Valno-čestična dualnost
Fizičari sa svih krajeva svijeta stoljećima su vodili bitku o prirodi svjetlosti i među njima su postojale dvije glavne skupine. Prva je skupina vjerovala da je svjetlost val, dok je druga skupina vjerovala da elektromagnetsko zračenje (svjetlost) ima čestičnu prirodu. No, kvantna mehanika nam je dokazala da niti jedna skupina nije bila potpuno u pravu, i da je pravi odgovor mnogo neobičniji i kompliciraniji nego što su ga mislioci ikad mogli zamisliti.

### Youngov pokus
Youngov pokus, poznat i kao pokus s dvostrukom pukotinom je relativno jednostavan pokus s početka 19. stoljeća kako bi se dokazalo da svjetlost pokazuje i valna svojstva. Pokus iskorištava dva svojstva svakog vala:
1. Ako val naiđe na prepreku s malim otvorom, val se savija. Ovaj se fenomen naziva difrakcija. Veličina otvora mora biti slična valnoj duljini vala kako bi difrakcija bila moguća
2. Kada se susretnu dva vala ne sudare se, već se međusobno oslabe ili ojačaju ovisno o amplitudi (“visini”) svakog od valova Taj se fenomen naziva interferencija. Na primjer, kad se susretnu dva vala suprotnih amplituda („brijeg“ jednog vala susreće „dol“ drugog), međusobno se ponište. Ako se valovi oslabe ili ponište, govorimo o destruktivnoj interfereciji. Suprotna tome je konstruktivna interferencija (valovi se međusobno osnažuju)

U Youngovom pokusu koriste se dvije pukotine na vrlo malim udaljenostima. Svjetlost prolazi kroz obje pukotine i širi se po mediju iza otvora uz pomoć difrakcije. Zbog male udaljenosti između pukotina, valovi međusobno interferiraju. Ako u medij smjestimo uređaj koji detektira položaj individualnih zraka svjetlosti, stvara se posebni, takozvani interferencijski uzorak, koji se sastoji od svijetlih i tamnih pruga. Svijetle pruge pojavljuju se kada se događa konstruktivna interferencija (valovi se osnažuju, čime se na tim mjestima povećava intenzitet svjetlosti), tamne pruge uzrokuje destruktivna interferencija (valovi se poništavaju, čime se smanjuje intenzitet svjetlosti). Kad svjetlost ne bi imala valna svojstva, ne bi bilo interferencije, a time ni stvorenog uzorka.
Youngov pokus dokazuje nam valnu prirodu EM zračenja. Originalna verzija ovog pokusa nije povezana s kvantnom mehanikom, ali uz malo prilagodbe, veoma je lagano dokazati neke neobične fenomene mikrosvijeta.

### Fotoelektrični učinak
Prema Bohrovom modelu atoma elektronima je potrebna energija kako bi prešli na orbitale viših energija. No, ako elektron absorbira energiju vala dovoljno visoke frekvencije ponekad je ta energija dovoljna kako bi elektron mogao u potpunosti napustiti atom. Ovaj fenomen, kad elektroni napuštaju elektronski oblak atoma, naziva se fotoelektrični učinak. Elektroni koji su na taj način otpušteni nazivaju se fotoelektronima.
Zamislimo pokus u kojem elektroni u atomu bivaju osvijetljeni te neki elektroni napuštaju atom i postaju fotoelektroni. Prema klasičnoj fizici energija fotoelektrona ovisi o jakosti svjetlosti jer se pretpostavlja da su intenzitet EM zračenja i energija EM vala proporcionalni. No, ta ovisnost nije uočena. Eksperimentalno je dokazano da energija fotoelektrona ovisi samo o frekvenciji zračenja. Također, uočeno je kako postoji i granična frekvencija - ako elektrone osvijetlimo frekvencijom manjom od granične elektroni neće napustiti atom bez obzira na jakost zračenja. Klasična fizika ne može objasniti ovaj fenomen.
Youngov pokus uvjerljiv je dokaz da je svjetlost val.
Ali, kako bismo objasnili fotoelektrični učinak svjetlost moramo promatrati kao set čestica. Elektroni ne apsorbiraju elektromagnetske valove, kako predviđa klasična mehanika. Umjesto toga, apsorbiraju čestice svjetlosti, fotone. Fotoni se mogu poistovjetiti s Planckovim kvantima energije. Einstein je prvi shvatio čestičnu prirodu ovih kvanta, pa je prvi uspio adekvatno objasniti fotoelektrični učinak.
Ako svjetlost shvatimo kao tok čestica, fotoelektrični učinak može se lagano objasniti: povećanje intenziteta zračenja povećava broj fotona (kvanta) u EM valu ali pojedinačni foton i dalje nosi istu količinu energije. Ako pojačamo intenzitet svjetlosti, energija fotoelektrona ne mijenja se, jer prema trećem Bohrovom pravilu elektroni mogu apsorbirati samo jedan foton. Međutim, povećanjem intenziteta svjetlosti, broj fotoelektrona se povećava, jer pojedinačni elektron ima više fotona koje može apsorbirati.
Kad bismo željeli povisiti energiju samih fotoelektrona morali bismo povisiti energiju pojedinačnih fotona. To bismo mogli ostvariti povećanjem frekvencije zračenja, što je očito iz Planckove jednadžbe {\displaystyle E=h\cdot f} (E je energija fotona). Kvantna mehanika nam također može objasniti graničnu frekvenciju. Pojedinačni fotoni niskofrekventnog zračenja nemaju dovoljno energije kako bi napustili elektron. Prema tome, fotoelektrični učinak se ne događa.
Albert Einstein također je zaslužan za formulu kojom se izračunava moment fotona (λ je valna duljina):
{\displaystyle p={\frac {h}{\lambda }}}
Kad elektron apsorbira foton on preuzme svu njegovu energiju. Dio energije koristi se kako bi se elektron odvojio od atoma (elektron vrši rad W), dok se preostala energija pretvara i kinetičku energiju elektrona. Energija fotoelektrona se može izraziti kao:
{\displaystyle E=W+{\frac {mv^{2}}{2}}}
Dok Youngov pokus uvjerljivo demonstrira valnu prirodu svjetlosti, fotoelektrični učinak doživljava svjetlost kao tok čestica. Prema tome, elektromagnetsko zračenje ima dualnu prirodu: i valnu i čestičnu.

### Tvarni val
Nakon pojašnjenja neobičnih svojstava svjetlosti u obliku valno-čestične dualnosti, godine 1924. mladi francuski fizičar Louis de Broglie predlaže veoma smjelu hipotezu: dualnost nije osobina samo svjetlosti, već svakog predmeta u svemiru. Drugim riječima, de Broglie pretpostavlja da je sve u svemiru, uključujući predmete s masom, okruženo vrstom vala, poput fotona. Nije iznenađujuće da ta revolucionarna hipoteza nije pozitivno prihvaćena. Neprijatelji hipoteze osporavaju ju tvrdeći da se materija ne ponaša ni približno kao valovi.
Naposljetku je ipak dokazano da je de Broglie bio u pravu i da tzv. tvarni val zaista postoji. Njegovo postojanje može se potvrditi, između ostaloga, Youngovim pokusom. Kad se eksperiment s dvostrukom pukotinom provodi s česticama koje imaju masu (na primjer s elektronima), stvara se interferencijski uzorak, koji potvrđuje de Broglievu hipotezu. Odnos momenta (količine gibanja) predmeta i valne duljine njegova tvarnog vala iskazan je sljedećom jednadžbom:
{\displaystyle \lambda ={\frac {h}{p}}}
Jednadžba nam pokazuje kako su valna duljina tvarnog vala i količina gibanja obrnuto proporcionalni. Drugim riječima, što je predmet masivniji, manja je valna duljina njegovog tvarnog vala. To je razlog zašto predmeti iz makrosvijeta ne pokazuju obilježja valova. Tvarni valovi velikih predmeta imaju veoma male valne duljine, pa valnu prirodu velikih predmeta ne možemo dokazati Youngovim pokusom, jer bi veličina procjepa i njihova udaljenost bili mnogo manji od samog predmeta.
U kvantnoj mehanici, svjetlost i predmeti su dualne prirode. Ponekad se iskazuje njihova valna priroda, a ponekad čestična. Ova revolucionarna ideja osnova je kvantne mehanike.

## Valna funkcija
Nedugo nakon de Broglieve hipoteze, završio je period stare kvantne mehanike (1900. – 1925.). Glavni principi stare kvantne mehanike su kvantizacija energije i valno-čestična dualnost. Od 1925. se bavimo modernom kvantnom mehanikom.
Austrijski fizičar Erwin Schrödinger 1925. je prilagodio de Broglievu nepreciznu teoriju, dodijelivši svakom kvantnom tijelu pripadajuću valnu funkciju. Vremenski i prostorni razvoj valne funkcije opisan je Schrödingerovom jednadžbom. Valna funkcija označava se velikim ili malim grčkim slovom psi:
Ψ,ψ

Valna funkcija je složena matematička funkcija koja sadržava sva svojstva nekog predmeta (moment, položaj, ….). Taj set svojstava kvantnog objekta naziva se kvantno stanje. Kvantno stanje obilježava se:
|ψ⟩

Valna funkcija je vjerojatno najvažnija ideja kvantne mehanike, jer se svi fenomeni moderne kvantne mehanike mogu izvesti iz nje. Neki od tih fenomena, pogotovo princip kvantne superpozicije, toliko su različiti od bilo čega iz makrosvijeta da nam je često veoma teško povjerovati u njih, a kamoli razumjeti ih.

### Kvantna superpozicija
Već pri pojašnjavanju fenomena stare kvantne mehanike, postalo je očito da se fenomeni iz makrosvijeta ne primjenjuju i na mikrosvijet. Jedno od glavnih pravila makrosvijeta je da svaki predmet ima samo jedan položaj i jednu brzinu. Drugim riječima, nemoguće je putovati iz Njemačke u Britaniju brzinom od 100 km/h dok istovremeno letite iz Europe prema Australiji osmerostrukom brzinom. Začuđujuće, ovo se ne odnosi na kvantni svijet, pa predmeti iz mikrosvijeta mogu biti na više mjesta odjednom, u više stanja odjednom!
Pri provođenju Youngovog pokusa, interferencijski uzorak stvara se jedino kad val (valna funkcija) iz jedne pukotine interferira s valom iz druge pukotine. Kad bismo poslali valove (elektromagnetske ili tvarne) samo kroz jednu pukotinu, uzorak se ne bi pojavio, što se može i očekivati. Zamislimo da provodimo eksperiment s dvostrukom pukotinom s česticama koje imaju masu, poput protona, ali uz malu razliku – puštamo ih jednog po jednog, tako da valne funkcije individualnih protona ne mogu interferirati. Ovdje će se pojaviti interferencijski uzorak.
Cijela klasična fizika bazira se na ideji takozvanog determinizma. Osnovni princip determinizma je taj da je budućnost predvidljiva, a jedina stvar potrebna za predviđanje budućnosti je ta da imamo dovoljno informacija o sadašnjosti. Na primjer, možemo predvidjeti sljedeću pomrčinu Sunca ako imamo dovoljno informacija o kretanju Mjeseca. Cijela deterministička fizika bazira se na tom principu. Još jedna ideja determinizma je da jednaki uvjeti uvijek daju jednake rezultate. Npr, kad bismo ispucali dva jednaka metka iz pištolja pod jednakim uvjetima (u istom smjeru, pod istom temperaturom, i sl.), oba metka pogodila bi isto mjesto. Međutim, kvantni svijet ponaša se potpuno drukčije. Kad bismo ispucavali elektrone umjesto metaka (iz hipotetskog elektronskog pištolja), svaki elektron bi mogao pogoditi različito mjesto, i svaki bi mogao imati drukčiju brzinu, iako su početni uvjeti bili jednaki.
Neobično ponašanje protona u prijašnjem primjeru, i elektrona u ovom primjeru su posljedica ključnog fenomena kvantne mehanike – principa kvantne superpozicije. Kvantna superpozicija navodi da predmet kojeg ne promatramo postoji u svim mogućim stanjima, odjednom – u superpoziciji. Ta superpozicija je kombinacija svih stanja u kojima predmet teoretski može biti. Ovo znači da čestica koju ne promatramo može imati više brzina odjednom i biti na više mjesta odjednom.
Ovo zvuči veoma neobično, ali ako u obzir uzmemo valnu funkciju, superpozicija počinje imati smisla. Uzmimo na primjer položaj nekog predmeta. Valna funkcija može se zamisliti kao apstraktni matematički val koji okružuje predmet. Kao što smo prije naveli, valna funkcija sadrži sva svojstva nekog predmeta, pa položaj valne funkcije određuje položaj samog predmeta. Ovo, međutim, stvara problem. Sjetite se kako val ne ostaje lokaliziran u prostoru, već se stalno širi. Ovo se svojstvo valova može primijeniti i na valnu funkciju. Iz toga se može zaključiti da dok god postoji valna funkcija nekog predmeta, položaj tog predmeta (i naravno, druga svojstva) nije potpuno definiran i predmet se zapravo nalazi svugdje gdje mu se nalazi valna funkcija. Kažemo da predmet ima više svojstvenih stanja (eng. eigenstate). Kako bi takav predmet imao jasno određen položaj, valna funkcija mora “nestati”. Kako se to postiže? Jednostavno promatranjem.
Kad se kvantni objekt promatra, događa se tzv. kolaps valne funkcije. Kolaps znači redukciju valne funkcije u jedno svojstveno stanje (jedan položaj, jednu brzinu, …). Kolaps valne funkcije osigurava da se nikad ne vidi predmet s više brzina ili položaja odjednom, jer se superpozicija „ruši“ promatranjem. Čin promatranja ne samo da određuje svojstva kvantnog predmeta, već im daje mjerljivu vrijednost! To znači da određujemo budućnost predmeta čistim promatranjem predmeta (tj. mjerenjem njegovih svojstava).
No, preostaje nam jedno važno pitanje: kako predmet određuje u kojem je svojstvenom stanju pri promatranju? Proces je baziran na vjerojatnosti. Vjerojatnost da predmet zauzme neko svojstveno stanje određuje njegova valna funkcija. Valna se funkcija stoga naziva još i val vjerojatnosti (the probability wave). Iz svake valne funkcije može se izračunati kompleksni broj, tzv. vjerojatna amplituda (probability amplitude), koja nam pomaže odrediti vjerojatnost određenog svojstvenog stanja. Vjerojatnost da kvantni predmet završi u nekom svojstvenom stanju određuje se kao kvadrat apsolutne vrijednosti vjerojatne amplitude. Ako je neka vjerojatnost 50%, vjerojatna amplituda tog procesa je {\displaystyle {\frac {1}{\sqrt {2}}}}.

## Heisenbergovo načelo neodređenosti
Heisenbergovo načelo neodređenosti ili relacije neodređenosti su bilo koja verzija nejednakosti koja govori o fundamentalnom ograničenju spoznaje vrijednosti komplementarnih fizikalnih veličina. To znači da nam ograničavaju preciznost s kojom možemo mjeriti ili znati o fizikalnim veličinama koje promatramo.
Prvi takav princip uveden je 1927. godine do strane njemačkoga fizičara Wernera Heisenberga, a formuliran je za fizikalne veličine pozicije i količine gibanja: što točnije poznajemo poziciju, manje možemo poznavati količinu gibanja - i obrnuto.   Originalno, Heisenberg je svoje relacije izrazio preko matrične mehanike (koju je osmislio kao dvadesetdvogodišnjak, za potrebe kvantne mehanike, 1925. godine kada se povukao na otok Heligoland da bi izbjegao jake alergijske napade od kojih je patio), tj. preko komutacijskih relacija:
{\displaystyle [{\hat {x}},{\hat {p}}]=i\hbar }
Gdje se {\displaystyle {\hat {x}}} i {\displaystyle {\hat {p}}} operatori pozicije i količine gibanja, a {\displaystyle \hbar } reducirana Planckova konstanta.
Kada se nejednakost izrazi preko standardne devijacije, kao što su to napravili Earle Hesse Kennard i Hermann Weyl, postaje jasnije da je riječ o organičavanju znanja o poziciji i količini gibanja:
{\displaystyle \sigma _{x}\sigma _{p}\geq {\frac {\hbar }{2}}~~}
Gdje su {\displaystyle \sigma _{x}} i {\displaystyle \sigma _{p}} standardne devijacije pozicije i količine gibanja, odnosno "neodređenost" u poziciji i količini gibanja. Od tu i naziv neodređenost. Popularni prikaz ovakvih relacija je:
{\displaystyle \Delta {x}\Delta {p}\geq {\frac {\hbar }{2}}~~}
No što to točno znači za našu česticu? Na to pitanje ne postoji jednoznačan odgovor, ali najviše prihvaćeno tumačenje ovih relacija je Kopenhagenska interpretacija koja kaže da je riječ o funadamentalnom ograničenju koje govori da čestica nema istovremeno poziciju i količinu gibanja (dakle, ne ih samo da ne možemo mjeriti, nego ih nema). Npr. ako je čestica u takvom stanju u kojem ima točno određenu količinu gibanja, ona nema poziciju (poziciju joj možemo odrediti kao vjerojatnost da se nađe u nekom prostoru). Ovdje se uočava drastična razlika između klasične i kvantne mehanike. U klasičnoj mehanici pozicija i količina gibanja (ili brzina) su definirani u svakom trenutku i ne postoji razlog zašto neka čestica, u klasičnoj fizici, ne bi mogla imati definirane te dvije vrijednosti. Može nam se dogoditi da ih ne možemo eksperimentalno dovoljno precizno odrediti, ali one postoje. U kvantnoj mehanici klasičan koncept čestice, koja se giba trajektorijom, mora biti odbačen upravo zbog relacija neodređenosti - pošto takva čestica ne može imati trajektoriju (trajektorija bi implicirala točno određenu poziciju i količinu gibanja u svakom trenutku).
S druge strane, postoje interpretacije koje tvrde da, ionako nikada nećemo moći odrediti točnu poziciju i količinu gibanja, takve vrijednosti postoje i čestica ih ima u svakom trenutku. Jedna od takvih interpretacija je i de Broglie - Bohmova interpretacija kvantne mehanike, koja je jedan od ozbiljnijih kandidata za kvantnu teoriju.

### Važne relacije neodređenosti
Osim spomenutih relacija neodređenosti između pozicije i količine gibanja, u kvantnoj mehanici često se koriste i relacije neodređenosti za: komponente kutne količine gibanja, komponente spina čestice i relacije između energije i vremena.
Za kutnu količinu gibanja vrijedi
{\displaystyle [{L_{x}},{L_{y}}]=i\hbar \epsilon _{xyz}{L_{z}}.}
Što znači da nije moguće istovremeno poznavati vrijednosti dviju komponenti kutne količine gibanja. Ovdje se također vidi neobičnost kvantne mehanike. U klasičnoj mehanici, ako imamo neku fizikalnu vektorsku veličinu, možemo joj definirati komponente u sve tri prostorne koordinate. Tako npr. brzina {\displaystyle {\vec {v}}} ima komponente {\displaystyle v_{x}}, {\displaystyle v_{y}} i {\displaystyle v_{z}} u smjeru x, y i z.  Isto vrijedi i za kutnu količinu gibanja. No u kvantnoj mehanici, ako znate jednu komponentu kutne količine gibanja, npr. {\displaystyle L_{x}}, ostale dvije komponente kutne količine gibanja, {\displaystyle L_{y}} i {\displaystyle L_{z}}, su nedefinirane, odnosno, strogo gledajući, ne postoje.
Za komponente spina vrijedne analogne relacije kao kod kutne količine gibanja, odnosno
{\displaystyle [S_{i},S_{j}]=i\hbar \varepsilon _{ijk}S_{k}.}
Što znači da nije moguće istovremeno poznavati vrijednosti dviju komponenti spina. Uz analognu priču kao i kod kutne količine gibanja, valja naglasiti da kod spina ne vrijedi Bohrov princip konrespondencije, odnosno, spin nema analogiju s klasičnom mehanikom. Premda se spin ponekad prikazuje kao vrtnja čestice oko vlastite osi, jasno je da je to loša analogija jer bi se,  kod slučaja elektrona, čestica morala zavrtiti za 720 stupnjeva da bi se vratila na početnu poziciju (kao da se Zemlja mora zarotirati dva puta da bi se napravila jedan krug oko svoje osi).
Premda vrijeme u nerelativističkoj kvantnoj mehanici nije opservabla, mogu se izraziti i relacije neodređenosti između energije i vremena:
{\displaystyle \Delta {E}\Delta {t}\geq {\frac {\hbar }{2}}~~}

### Interpretacija relacija neodređenosti
Interpretacija relacija neodređenosti bila je jedna od glavnih točaka prijepora između Bohra i Einsteina, naročito na petoj Solvayevoj konferenciji. Po Kopenhagenskoj kvantnoj mehanici, ako dvije fizikalne veličine ne komutiraju, one nemaju istovremenu fizikalnu realnost. Što znači da ako poznajemo poziciju, količina gibanja nema realnost (tj. ne postoji). Također, ako čestici poznajemo komponentu spina u x-smjeru, to znači da čestica nema ostale komponente spina.  S druge strane, Einstein je to vidio kao naznaku nepotpunosti teorije, a ne kao znak da neke fizikalne veličine ne postoje ako znamo njihove konjugirane parove.

## Kvantno tuneliranje
Naše Sunce, kao i svaka druga zvijezda u Svemiru, svakog trena dobiva energiju sudarom manjih (i lakših) kemijskih elemenata kako bi se njihove atomske jezgre stopile i kreirale teže elemente. Ovaj proces, nazvan nuklearna fuzija ključan je za postojanje svake zvijezde u svemiru.
No, postoji problem: svaka atomska jezgra sastoji se od protona (pozitivno nabijenih čestica) i neutrona (neutralno nabijenih čestica), što joj daje pozitivni naboj. Atomske jezgre se odbijaju jer imaju isti naboj. Kako se onda mogu stopiti? Uz pomoć jake nuklearne sile, koja ih dovodi u sudar, ali samo ako su već jako blizu jedna drugoj. Atomske jezgre moraju imati jako veliku eneriju (i brzinu) kako bi se dovoljno približile jedna drugoj na toliku blizinu da jaka nuklearna sila (koja djeluje privlačno) bude veća od električne sile koju uzrokuje isti naboj jezgri (koja djeluje odbojno). No, kad su znanstvenici utvrdili temperaturu Sunca putem njegovog spektra, zaključili su kako se ne proizvodi dovoljna količina energije koja bi održala proces fuzije. Sunce, prema njima, uopće ne bi trebalo sjati. No, ono ipak sja, zahvaljujući još jednom fenomenu kvantne mehanike - kvantnom tuneliranju.
Tuneliranje je fenomen po kojem čestice ili cijeli atomi imaju određenu šansu zaobići prepreku na svome putu. Superpozicija i načelo neodređenosti kažu nam da čestice mogu biti na više mjesta istovremeno, i da mora postojati nesigurnost u njihovoj količini gibanja - što dopušta bar jednoj čestici da ima veliku brzinu i da se nađe u dovoljnoj blizini druge čestice kako bi se dogodila fuzija.
Ovaj se fenomen može susresti i u svakodnevnom životu: DNA koja sačinjava naša tijela sastoji se od velikog broja molekula, među kojima se može dogoditi tuneliranje - što može dovesti do promjene našeg genetskog zapisa i moguće čak uzrokovati i tumore. Fenomen se također može susresti tijekom radioaktivnog raspada. Flash memorije također koriste ovaj fenomen.

## Spin
U makrosvijetu postoje dvije mjere količine gibanja: zalet, koji opisuje tromost pri promjeni brzine ili smjera rotacije, i zamah, koji opisuje vrtnju čestice ili tijela. Čestice iz mikrosvijeta imaju još jedno dodatno svojstvo, spin - vlastiti zamah neovisan o orbitalnom gibanju.
Mjerna jedinica spina je reducirana Planckova konstanta - {\displaystyle \hbar }
Vrijednosti spina su kvantizirane, što znači da spin može poprimiti samo točno određene vrijednosti. Prema spinu, sve čestice se dijele u dvije velike grupe: fermione i bozone. Fermioni su čestice polucjelobrojnog spina (1/2ħ, 3/2ħ, 5/2ħ i sl.), a bozoni čestice cjelobrojnog spina (1ħ, 2ħ, 3ħ i sl.)
S obzirom na to da čestice imaju svoje naboje, njihova vrtnja stvara sićušna magnetska polja - što daje određenim kemijskim elementima (željezo, kobalt, nikal) njihova magnetska svojstva. No zašto samo neki elementi reagiraju na magnete?

### Elektronska konfiguracija
Atom se, kao što znamo, sastoji od jezgre, i elektronskog omotača. Unutar elektronskog omotača postoje ljuske (označene brojevima 1-7), koje možemo zamisliti kao (koncentrične) "staze" po kojima se elektroni gibaju. Svaka ljuska ima orbitale (označene slovima s, p, d, f) - područja na "stazi" na kojima postoji veća šansa da se elektron nalazi (sjetimo se, česticama ne možemo utvrditi točan položaj, već samo vjerojatnost da se negdje nalaze). Svaka orbitala također ima pod-orbitale u kojima su smješteni parovi elektrona suprotnog spina. Tako s orbitala ima jednu pod-orbitalu, p ima tri, d ima pet, i tako dalje. Elektroni stvaraju parove samo ako su sve pod-orbitale popunjene. Također prelaze u novu ljusku samo ako su sve orbitale i pod-orbitale popunjene.
Ako pogledamo periodni sustav elemenata, bit će nam jasnije:
Atomske ljuske na slici su označene vertikalnim brojevima 1-7, dok su orbitale označene bojama. Pod-orbitale odgovaraju horizontalnom prostoru koji zauzima određena boja (u s orbitalu stane jedan par odn. dva elektrona, u p orbitalu stanu tri para odn. šest elektrona, i slično).
Napomena: Za potrebe izračuna elektronske konfiguracije, helij (He) se nalazi odmah pored vodika (H), na lijevoj strani periodnog sustava, i ima samo s orbitalu.
Napomena: Orbitala p (plavo) dogovorno pripada broju ljuske koja je za jedan manja od prikazane (vidi primjer željeza - podebljano).
Tako vodik (H - 1) ima elektronsku konfiguraciju 1s1, jer ima samo jedan elektron, koji se nalazi u prvoj ljusci, u s orbitali.
Dušik (N - 7) ima elektronsku konfiguraciju 1s22s22p3 (ukupno 2+2+3=7 elektrona)
Željezo (Fe - 26) ima elektronsku konfiguraciju 1s22s22p63s23p64s23d6 (ukupno 2+2+6+2+6+2+6=26 elektrona)

### Magnetska svojstva
Ovdje možemo izvući zaključak: svaki elektron stvara sićušno magnetsko polje zbog svog spina, no u svakoj pod-orbitali se nalaze parovi elektrona suprotnog spina, pa im se magnetska polja međusobno ponište. Ako element nema popunjene sve pod-orbitale u zadnjoj ljusci (poput željeza, koji ima 6 od mogućih 10 elektrona u trećoj d pod-orbitali), magnetska polja pojedinačnih elektrona se ne ponište, nego se dapače međusobno ojačaju jer elektroni imaju isti spin. Ako uz ovaj uvjet element pripada metalima, i ima poseban raspored atoma koji omogućava propagaciju magnetskih svojstava pojedinih atoma, element će biti magnetičan (poput željeza, kobalta i nikla).

### Još o spinu
Na počeku ove sekcije spin je uspoređen sa sićušnim magnetskim poljem, no to nije sasvim točno:
- ako imamo dvije međusobno okomite osi, x i y. i običan magnet s poljem usmjerenim prema x-osi, kada bismo mjerili polje tog magneta u smjeru osi y, dobili bismo vrijednost 0.
- ako pak imamo česticu sa spinom 1 u smjeru osi x, kad bismo mjerili spin te čestice u smjeru y, uzastopnim mjerenjima dobili bismo vrijednosti 1 ili -1, a prosjek svih mjerenja bio bi 0.

Kod mjerenja vrijednosti spina uvijek ćemo dobiti rezultat 1 ili -1, neovisno o čestici i smjeru mjerenja, ali prosjek više mjerenja će uvijek odgovarati vrijednosti koju očekujemo.

## Simetrična i asimetrična valna funkcija
Kad opisujemo predmete iz makrosvijeta, često koristimo riječi poput "identično" ili "isto". No, u mikrosvijetu, te riječi imaju drukčuje značenje. Bilo koja dva elektrona imaju ista svojstva i isto se ponašaju, i ne možemo ih međusobno razlučiti, no nisu nužno identični.
Uzmimo za primjer dvije identične čestice koje su opisane svojim respektivnim valnim funkcijama: ψ(1) i ψ(2). Obje čestice nadalje možemo opisati jednom valnom funkcijom koja kombinira dvije prethodne: ψ(1,2)=ψ(1)ψ(2)
No što se dogodi ako česticama zamjenimo mjesta, odn. ako čestici 1 dodijelimo valnu funkciju ψ(2) i obrnuto, i ako obje čestice opišemo kombiniranom valnom funkcijom oblika ψ(2,1)=ψ(1)ψ(2)? Čestice se ne mogu razlikovati, i imaju identična svojstva, pa ne bi trebalo biti razlike prije i nakon zamjene. No, nekad će se dogoditi da se novoj valnoj funkciji promijeni predznak. Prema tome, točna relacija je {\textstyle \psi _{(1,2)}=\pm \psi _{(2,1)}}. Ako nakon zamjene valna funcija promjeni predznak, za valnu funkciju se kaže da je asimetrična. Ako predznak ostane isti, valna je funkcija simetrična.
Fermioni imaju asimetrične valne funkcije, dok su bozoni opisani simetričnim valnim funkcijama.

## Fermioni
Fermioni su čestice polucjelobrojnog spina (1/2ħ, 3/2ħ, 5/2ħ, i slično). Služe kao osnovne gradivne tvari sve materije. Možemo ih podijeliti u dvije skupine: leptone i kvarkove. Elektron spada u leptone. Proton i neutron ne spadaju ni u jednu skupinu jer nisu elementarne čestice: sastavljeni su od po tri kvarka, no ipak spadaju u fermione. Sve kompozitne čestice sastavljene od neparnog broja fermiona i same spadaju u fermione (u protivnom spadaju u bozone).

### Paulijev princip isključenja
Kad pogledamo strukturu elektronskog omotača (pokrivenu u poglavlju o spinu), vidimo kako svaka orbitala svake ljuske ima pod-orbitale u kojima su smješteni parovi elektrona suprotnog spina. To je u jednu ruku neobično, jer sve u svemiru teži najmanjoj mogućoj energiji, pa bi po tome svi elektroni trebali biti u prvoj ljusci. Što ih u tome sprječava?
Paulijev princip isključenja kaže nam kako dva fermiona ne smiju biti u istom kvantnom stanju. Svaki fermion mora imati bar jedno fizikalno svojstvo (zalet, zamah, spin, masu, naboj, ...)  različito od drugih. Ovaj se princip odnosi samo na fermione, jer su samo fermioni opisani asimetričnom valnom funkcijom. No, sjetimo se kako svaka čestica može biti u svim svojim stanjima odjednom, zbog principa superpozicije. Fermion se stoga može opisati superpozicijom valnih funkcija ψ(1,2) i ψ(2,1). Valna funkcija tog fermiona će tada biti jednaka {\textstyle \psi =\psi _{(1,2)}-\psi _{(2,1)}}. No, ako su dvije valne funkcije jednake (odnosno ako su dvije čestice u istom kvantnom stanju), valna funkcija bi bila jednaka nuli - čestice ne bi postojale!
Paulijev princip isključenja sprječava upravo to - on osigurava da gornja jednadžba nikad nije jednaka nuli, jer dva fermiona nikad neće biti u istom stanju.
Ako se sad vratimo na elektrone u atomu, kad bi svi elektroni bili u prvoj ljusci elektronskog omotača, kršili bi ovo pravilo jer bi svi bili u istom kvantnom stanju.
Postojanje ovog principa ključno je za postojanje materije u svemiru. Bez njega ne bi postojale molekule, jer atomi ne bi mogli stvarati kemijske veze među sobom.

## Bozoni
Bozoni su čestice cjelobrojnog spina (1ħ, 2ħ, 3ħ, i slično). Oni funkcioniraju kao prenositelji (posrednici) međudjelovanja. Nekad se kaže da su bozoni nositelji sila.
Među bozone spadaju
- foton (posrednik u prenošenju elektromagnetskog međudjelovanja)
- W i Z bozoni (prijenosnici slabe nuklearne sile, odgovorne za radioaktivni raspad)
- gluoni (prijenosnici jake nuklearne sile, odgovorne za međudjelovanje koje čestice u jezgri atoma drži na okupu)
- hipotetske (zasad nedokazane) čestice Higgsov bozon i graviton, prijenosnici mase i gravitacije

Paulijev princip isključenja ne odnosi se na bozone jer ih opisuju simetrične valne funkcije, što dopušta postojanje više bozona istog kvantnog stanja. Dapače, bozoni teže biti u istom kvantnom stanju.

### Laseri
Laser je uređaj koji stvara koherentnu elektromagnetsku, najčešće monokromatsku, usko usmjerenu zraku svjetlosti. Fotoni laserske svjetlosti imaju isti smjer, frekvenciju, polarizaciju (fazu) i energiju (u istom su kvantnom stanju).

### Bose-Einsteinov kondenzat
Hlađenje helij-4 atoma do temperature oko dva stupnja iznad apsolutne nule (ili oko -271 °C) dovodi do novog agregatnoga stanja tvari, Bose-Einsteinovog kondenzata.
Svaki je helijev-4 atom sastavljen od parnog broja fermiona, čime ti atomi spadaju u bozone, koji ne podliježu Paulijevu principu isključenja. Helijevi-4 atomi teže biti u istom kvantnom stanju, no ne mogu to postići jer im valne funkcije pri sobnoj temperaturi nisu nimalo nalik. Ako ih ohladimo na -271 °C, valne funkcije počinju im se preklapati, i ulaskom u isto kvantno stanje možemo jednom valnom funkcijom opisati sve atome kao jednu cjelinu. Bose-Einsteinov kondenzat dobivamo kad su svi helij-4 atomi u istom kvantnom stanju. Ako ih tad nalijemo u spremnik, penjat će se uz stjenke spremnika, i "pobjeći će" iz spremnika. Tako se ne ponaša ni jedna druga tvar ni u jednom agregatnom stanju (kruto, tekuće, plinovito, plazma), pa se Bose-Einsteinov kondenzat smatra novim, petim, agregatnim stanjem.

## Kvantno sprezanje
Sve u našem svijetu napravljeno je od velikog broja čestica. Kolektivno, sve se sastoji od tvari. No, u svemiru postoji nešto slično, što ne susrećemo uopće - antitvar. Antitvar se sastoji od antičestica, koje imaju istu masu kao njihovi čestični pandani, no obrnut naboj. Npr. elektron ima negativan naboj, dok njegova antičestica, pozitron, ima pozitivan naboj. Kad se čestica i antičestica nađu u blizini, privuku se (jer imaju različite naboje), i kad se dotaknu, obje će čestice biti uništene, uz oslobađanje drugih čestica koje nose veliku količinu energije. Ovaj se proces naziva anihilacija.
Zamislimo da imamo elektron i pozitron međusobno obrnutog spina (zbroj spinova im iznosi 0). Kad se sudare, anihiliraju se, i anihilacijska energija se otpusti u obliku dva fotona gama zračenja.
Već smo prije naveli da je spin zapravo mjera količine gibanja - vlastiti zamah čestice. To znači da spin u svakom trenu mora poštovati zakon očuvanja količine gibanja: ukupna količina gibanja u zatvorenom sustavu uvijek mora ostati ista.
Drugim riječima, ukupni spin elektrona i pozitrona iz gornjeg primjera bio je jednak nuli, pa i ukupni spin dva fotona gama zračenja također mora biti jednak nuli. Stoga ta dva fotona moraju imati obrnute spinove.
Sjetimo se zatim da se fotoni, ako se ne promatraju, nalaze u superpoziciji stanja: oba fotona imaju oba spina. Ako netko zatim izmjeri spin prvog fotona, njegova se valna funkcija ruši, i njegov spin dobiva samo jednu vrijednost. Kako bi se očuvao zakon očuvanja količine gibanja, valna funkcija drugog fotona mora se istovremeno urušiti, i njegov spin mora biti obrnut prvome, kako bi ukupan spin ostao 0.
Drugim riječima, fotoni u gornjem primjeru međusobno su povezani na način da promatranje stanja jednog fotona direktno (i instantno) utječe na stanje drugog fotona, bez obzira na udaljenost među njima. Takva se povezanost naziva kvantna sprega.
Matematički se takva povezanost može zapisati kao: {\displaystyle |\psi \rangle =|1_{A}\rangle |2_{B}\rangle +|2_{A}\rangle |1_{B}\rangle }

## Kvantne fluktuacije

### Virtualne čestice
Heisenbergovo načelo neodređenosti navodi kako postoje određeni parovi varijabli čije vrijednosti ne možemo istovremeno znati. Kao što je prije spomenuto, jedan takav par su položaj i količina gibanja. Još jedan par koji se ponaša na isti način su energija i vrijeme, koji se odnose na sljedeći način: {\displaystyle \Delta E\cdot \Delta t\geq {\frac {\hbar }{2}}}
Recimo da želimo izmjeriti energiju fotona i vrijeme koje fotonu treba da prođe pored uređaja za mjerenje. Međutim, svaka čestica poštuje neodređenost vremena i energije, što znači da ako precizno izmjerimo energiju fotona, vrijeme ćemo odrediti s toliko manjom preciznošću.
No što se dogodi kad bismo tu neodređenost primijenili na vakuum? Vakuum klasična fizika definira kao prazan prostor (u kojem nema čestica), pa bi njegova energija trebala biti 0. Međutim, načelo neodređenosti vremena i energije to ne dopušta, jer uvijek mora postojati bar mala neodređenost oko energije nekog sustava, što pak znači da nikad ne možemo biti potpuno sigurni da je energija vakuuma 0. To znači da i sam vakuum nakratko može imati energiju koja nije nula. Ova odstupanja u energiji vakuuma nazivaju se fluktuacijama vakuuma. Pitanje koje se postavlja je sljedeće: Za što se ta privremena energija koju kvantne fluktuacije uzrokuju koristi?
Energija se koristi kako bi se stvorila nova vrsta čestica – virtualne čestice. Te virtualne čestice stvaraju se svugdje u svemiru, potpuno nasumično, i obično postoje jako kratko: svaka virtualna čestica ne stvara se sama za sebe – već se stvara zajedno sa svojom antičesticom. Kao što se može očekivati, dvije čestice se anihiliraju pri kontaktu.
Jednadžba iznad pokazuje da su neodređenost energije i vremena obrnuto proporcionalne. To znači da ako virtualna čestica „posudi“ više energije iz svemira, to će se prije čestice para međusobno anihilirati (odn. postojat će kraće vrijeme). Kad virtualni par prestane postojati, ne stvara se nova energija, te je ispoštovan zakon očuvanja energije. Virtualne čestice i antičestice jednostavno "posuđuju" energiju, koju brzo vrate.
Virtualne čestice ne moraju imati ista svojstva kao i njihove "prave" inačice. Virtualni elektron, na primjer, može imati masu različitu od elektrona. Također ne možemo direktno proučavati virtualne čestice, ali možemo vidjeti njihov utjecaj na svijet oko njih.

### Casimirov učinak
Casimirov učinak je fizikalni fenomen koji dokazuje postojanje virtualnih čestica. Predvidio ga je 1948. godine nizozemski fizičar Hendrik Casimir na temelju načela neodređenosti vremena i energije.
Casimir je točno pretpostavio da ako stavimo dvije paralelne, nenabijene kondenzatorske ploče jednu do druge na udaljenosti od par nanometara, ploče će se privući zbog fluktuacija vakuuma.
Kao što znamo, parovi virtualnih čestica konstantno se stvaraju i anihiliraju svugdje u svemiru. Kako bi se parovi virtualnih čestica stvorili između dviju ploča, valna funkcija im mora imati valnu duljinu manju od nekoliko nanometara, kako bi čestice stale između ploča. Stoga možemo zaključiti da će se puno više virtualnih čestica stvoriti s vanjske strane ploča, nego s unutarnje. To će stvoriti veću silu na vanjske stjenke ploča nego na unutarnje, pa će se ploče početi približavati.

### Hawkingovo zračenje
Dugo su vremena ljudi pogrešno vjerovali da gravitacija djeluje samo na čestice s masom. Tek je kasnije otkriveno da gravitacija djeluje i na objekte bez mase mirovanja (npr. fotone). Svjetlo, koje svemirom putuje brzinom svjetlosti, prema Einsteinovoj posebnoj teoriji relativnosti, zanemarivo osjeća gravitacijska privlačenja zvijezda i planeta. No, postoje objekti u svemiru iz čijeg gravitacijskog polja čak ni svjetlo ne može pobjeći - crne rupe.
Crne rupe imaju ogromnu masu koja je komprimirana na jako malu površinu. No, ta velika masa ima jako veliko i snažno gravitacijsko polje. Što je predmet bliži gravitacijskom polju, to veća gravitacijska sila djeluje na njega. Svaka crna rupa ima "sferu" oko sebe - nazvanu horizont događaja. Jednom kad tijelo pređe granicu horizonta događaja, gravitacijska privlačnost crne rupe postane toliko velika da joj čak ni svjetlo nikako ne može pobjeći.
Kada je 1974. godine slavni britanski teorijski fizičar Stephen Hawking proučavao kvantnomehaničke fenomene koji se događaju u blizini horizonta događaja - došao je do zapanjujuće teorije: svaka crna rupa bi konstantno trebala otpuštati elektromagnetsko zračenje. Danas je ova teorija općeprihvaćena, a zračenje je u njegovu čast nazvano Hawkingovo zračenje.
Zamislimo par virtualnih čestica (npr. fotona) stvorenih blizu horizonta događaja na način da je jedna čestica unutar horizonta, a druga vani. Prvi foton je nepovratno izgubljen u crnoj rupi. Drugi virtualni foton više nema antičesticu s kojom se može anihilirati - posudio je energiju iz svemira, no ne može ju vratiti. Virtualni foton se pretvara u običan foton, i napušta crnu rupu u obliku Hawkingova zračenja. No, kako bi se ispoštovao zakon očuvanja energije, sama crna rupa gubi dio svoje mase, koja se pretvara u energiju koju foton "duguje" svemiru.
Što se ovaj proces više puta ponovi, crna rupa gubi sve veću i veću masu koja naizgled isparava ni u što (zapravo se pretvara u energiju). Što je crna rupa manja, to brže gubi masu. Ovaj je efekt gotovo neprimjetan za crne rupe kozmičkih veličina jer one absorbiraju materiju, i dobivaju masu, puno većom brzinom nego ju gube.